# Abtsturm

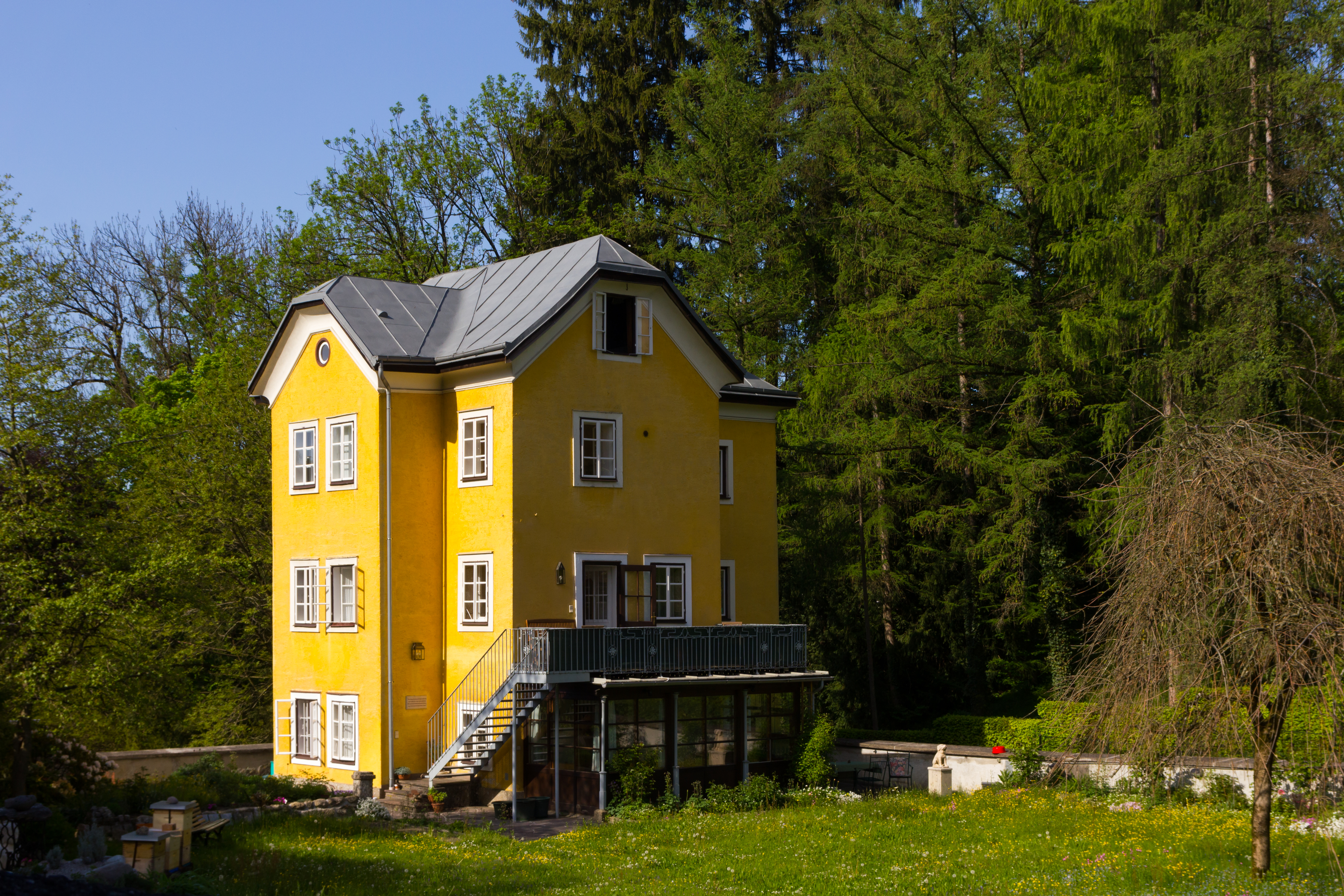
Abtsturm (Mönchsberg 9)

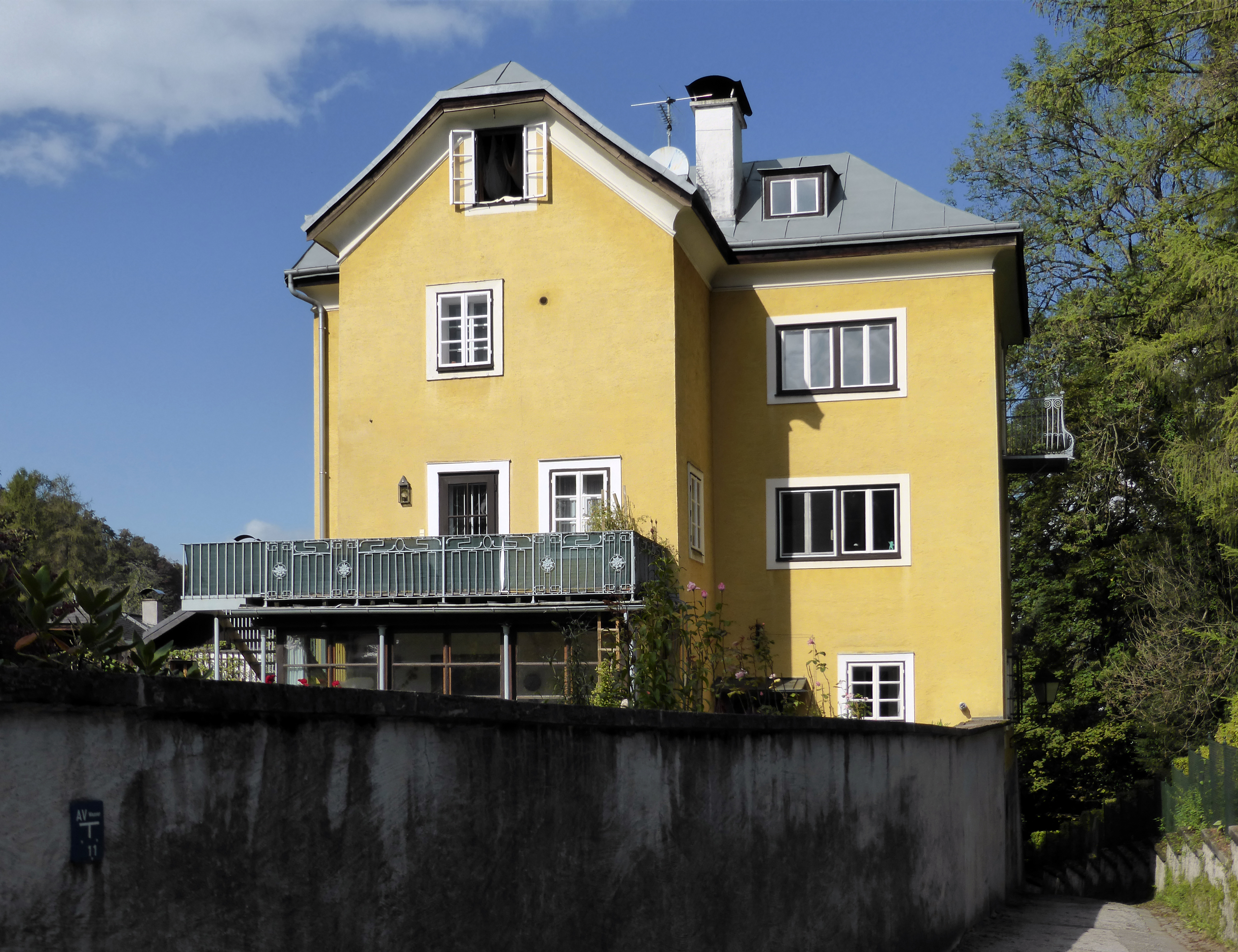
Abts-Thurm

Der Abtsturm, auch Lambergturm genannt, ist ein ehemaliges Befestigungsbauewrk auf dem Mönchsberg in der Stadt Salzburg und stammt vielleicht schon aus der Zeit der Errichtung der ersten Stadtbefestigung um 1280. Das Gebäude dient seit dem 17. Jahrhundert als Wohnhaus. Bewohnt wurde es in jüngerer Zeit unter anderem von der Malerin Agnes Muthspiel und dem Skipionier Stefan Kruckenhauser.

## Geschichte
Der genaue Zeitpunkt der Entstehung des Abtsturms ist nicht bekannt, allerdings ist klar, dass das Stift St. Peter die Grundherrschaft über den Turm hatte, wie aus einer Besitzstreitigkeit zwischen Kloster und Erzbischof von 1372 hervorgeht. 1412 wird das Nachbarhaus als „zunächst des Abts thurn gelegen“ bezeichnet. Der Abtsturm und der höher gelegene „Rote Turm“ dienten in der Scharte zwischen Festungs- und Mönchsberg als Verteidigungsanlage. Sie waren mit einem Palisadenzaun miteinander verbunden und bildeten zusammen ein geschlossenes Bollwerk. 
Im Urbar von St. Peter aus dem Jahr 1744 wird der Besitz aus drei Teilen bestehend beschrieben (ein kleines zu Nr. 9 gehörendes Haus ohne eigene Nummer, „Gartenstöckl“), Meierhaus und Garten „zwischen den Wegen“ (heute Nr. 6) und eine sogenannte Apfelpeunt. Dies entspricht auch dem heute mit einer Gartenmauer umgebenen dreiecksähnlichen Bereich. Die Gebäude bildeten teils einen gemeinsamen Besitz, teils wurden sie getrennt verkauft und bewirtschaftet. Der Turm war 1540 dem Hans Speck, Koch von St. Peter, und seiner Familie zum Leibgedinge gegeben. 1586 kaufte ihn der Domherr Johann Jakob von Lamberg, daher auch die Bezeichnung Lambergturm. Lamberg wurde 1603 Bischof von Gurk. Im 17. Jahrhundert wurde die ursprüngliche Gestalt des Abtsturms durch einen Umbau zu Wohnzwecken stark verändert. 1620 wurde noch ein Christoph Lamberg als Besitzer genannt. Von diesem gelangte der Besitz an die gräflich-lodronische Primogenitur, die aber den Turm bereits 1648 an Christian Sattler verkaufte. In der Folge findet sich eine lange Reihe diverser Besitzer, 1910 sind Josef und Luise Huttary durch Kauf die Eigentümer geworden.

## Der Abtsturm heute
Der Abtsturm liegt am Dr.-Herbert-Klein-Weg (bezeichnet nach dem langjährigen Leiter des Salzburger Landesarchivs), die Hausnummerierung richtet sich aber nach der fortlaufenden Zählung der Gebäude auf dem Mönchsberg, und nicht nach dem Straßennamen.
Berühmt sind zwei Persönlichkeiten, die im 20. Jahrhundert hier gewohnt haben, zum einen die naive Malerin Agnes Muthspiel, dann auch Stefan Kruckenhauser, der Erfinder des eleganten Skistils des Wedelns. Auf Letzteren geht die Bezeichnung Kruckenhauservilla zurück. Bei Agnes Muthspiel war eine Reihe bedeutender Künstler zu Gast, so der Bildhauer Toni Schneider-Manzell, die Komponisten Gottfried von Einem und Carl Orff, die Dichter Werner Bergengruen, Gerhard Amanshauser und Bert Brecht oder die Maler Eduard Bäumer und Paul Flora.

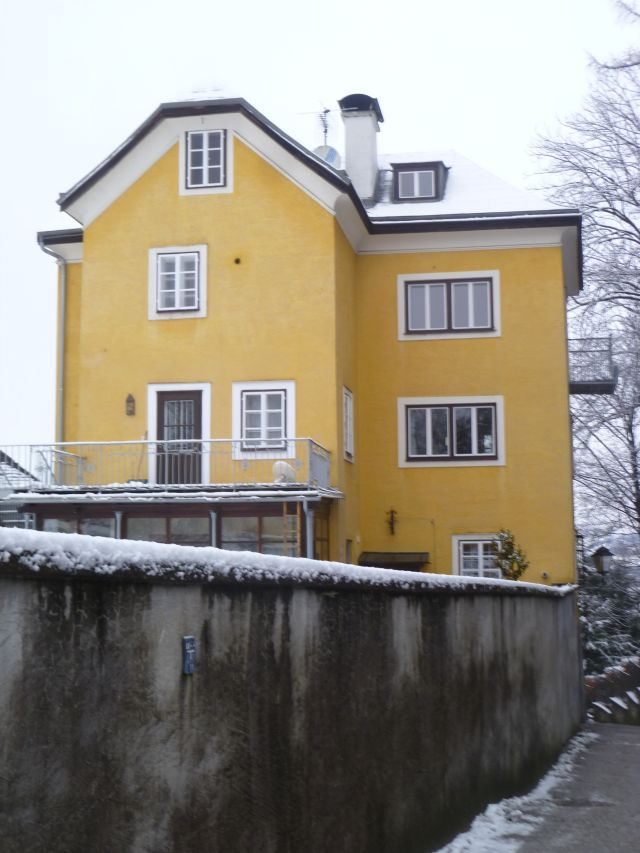
Ansicht des Abtsturms
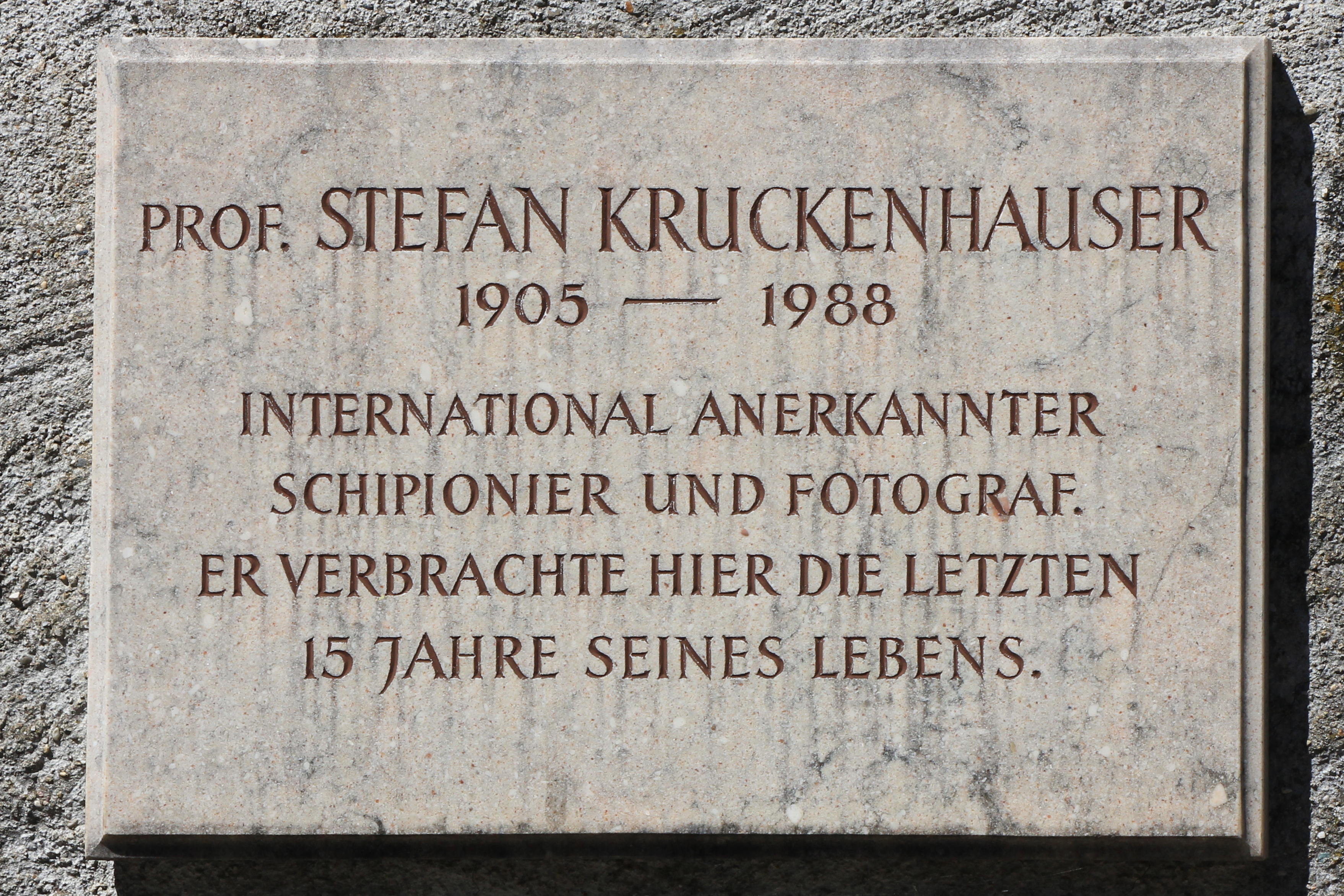
Gedenktafel an Stefan Kruckenhauser
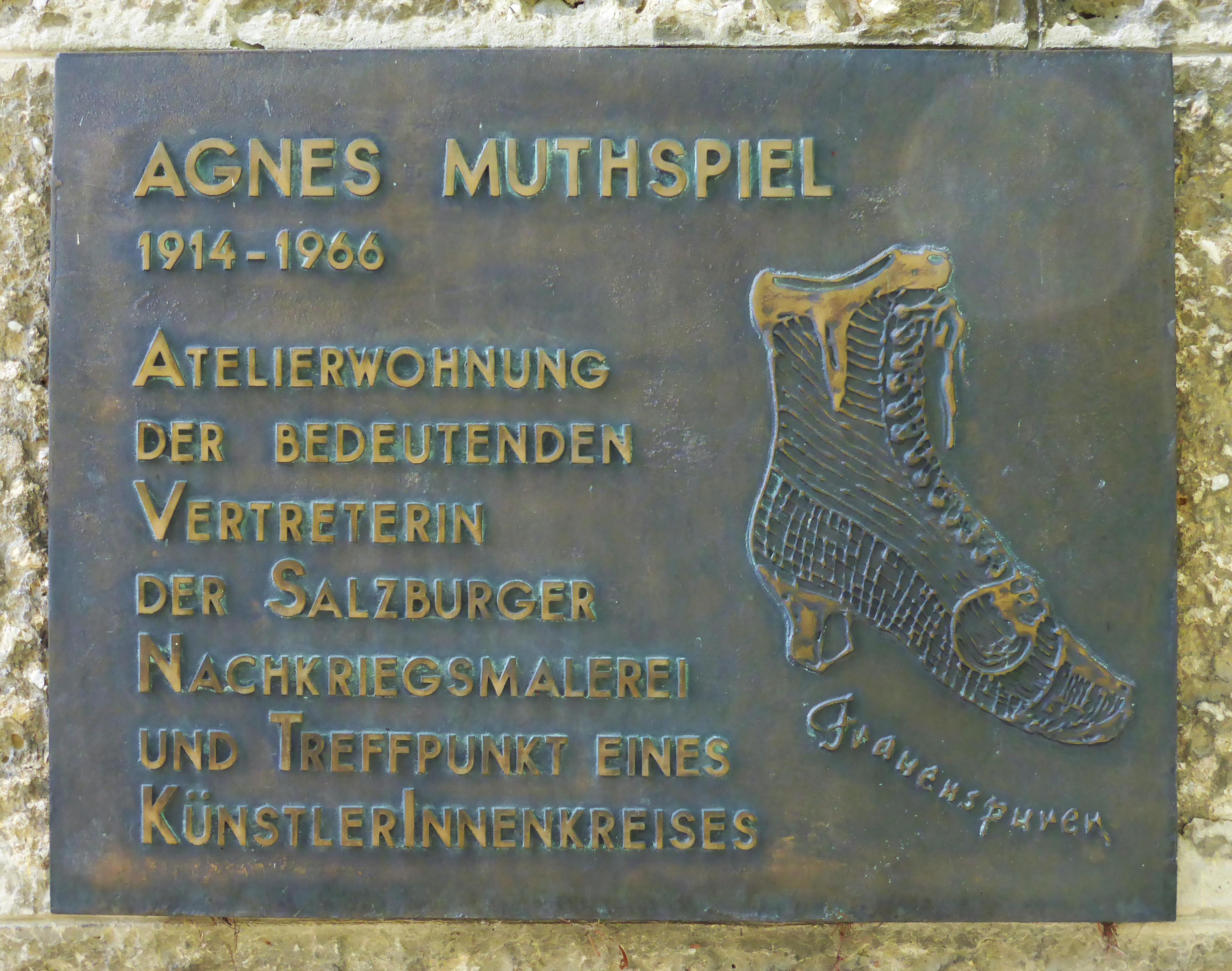
Gedenktafel an Agnes Muthspiel
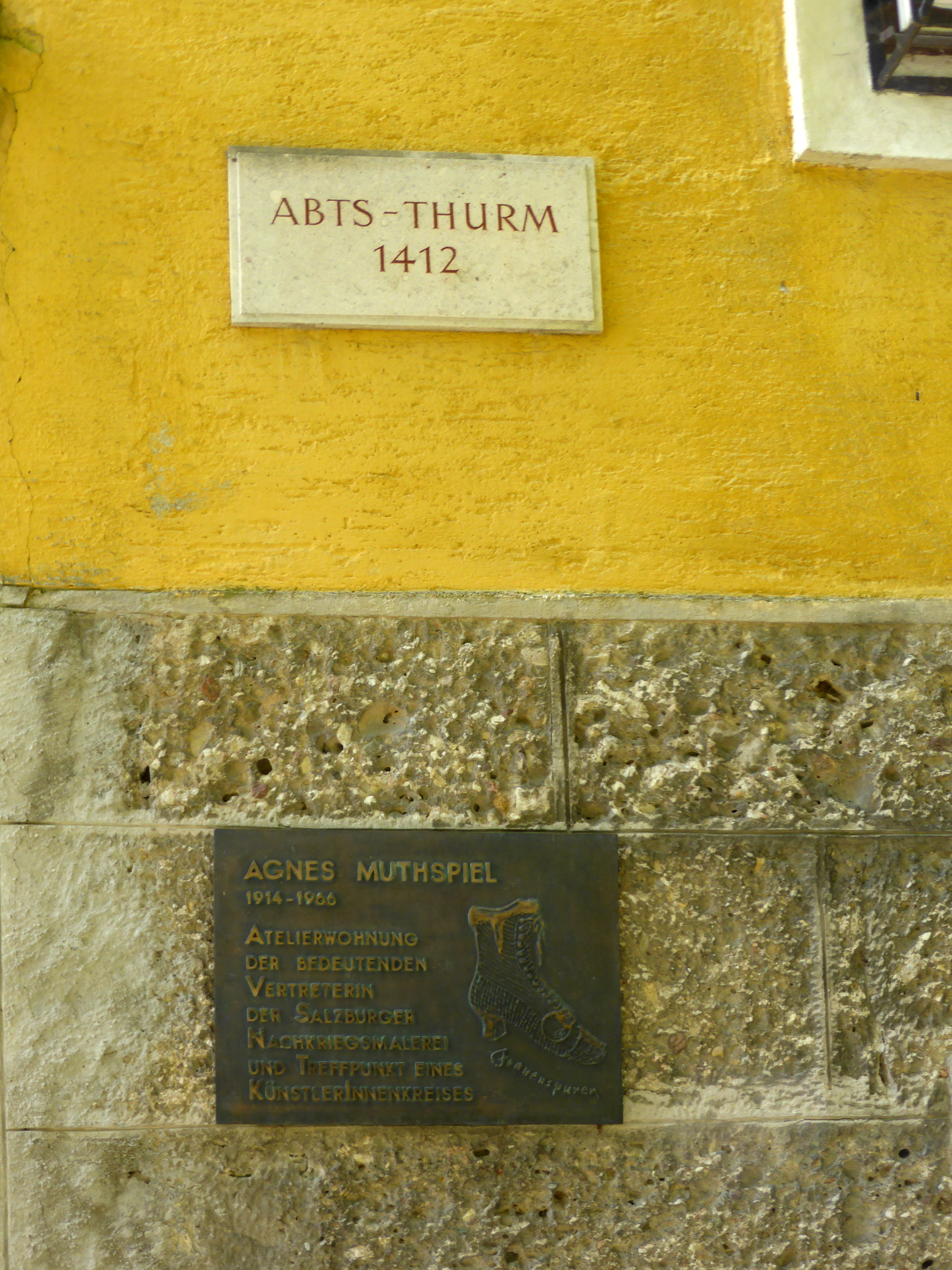
Abts-Thurm 1412